# セントラルパークタワー・ラ・トゥール新宿

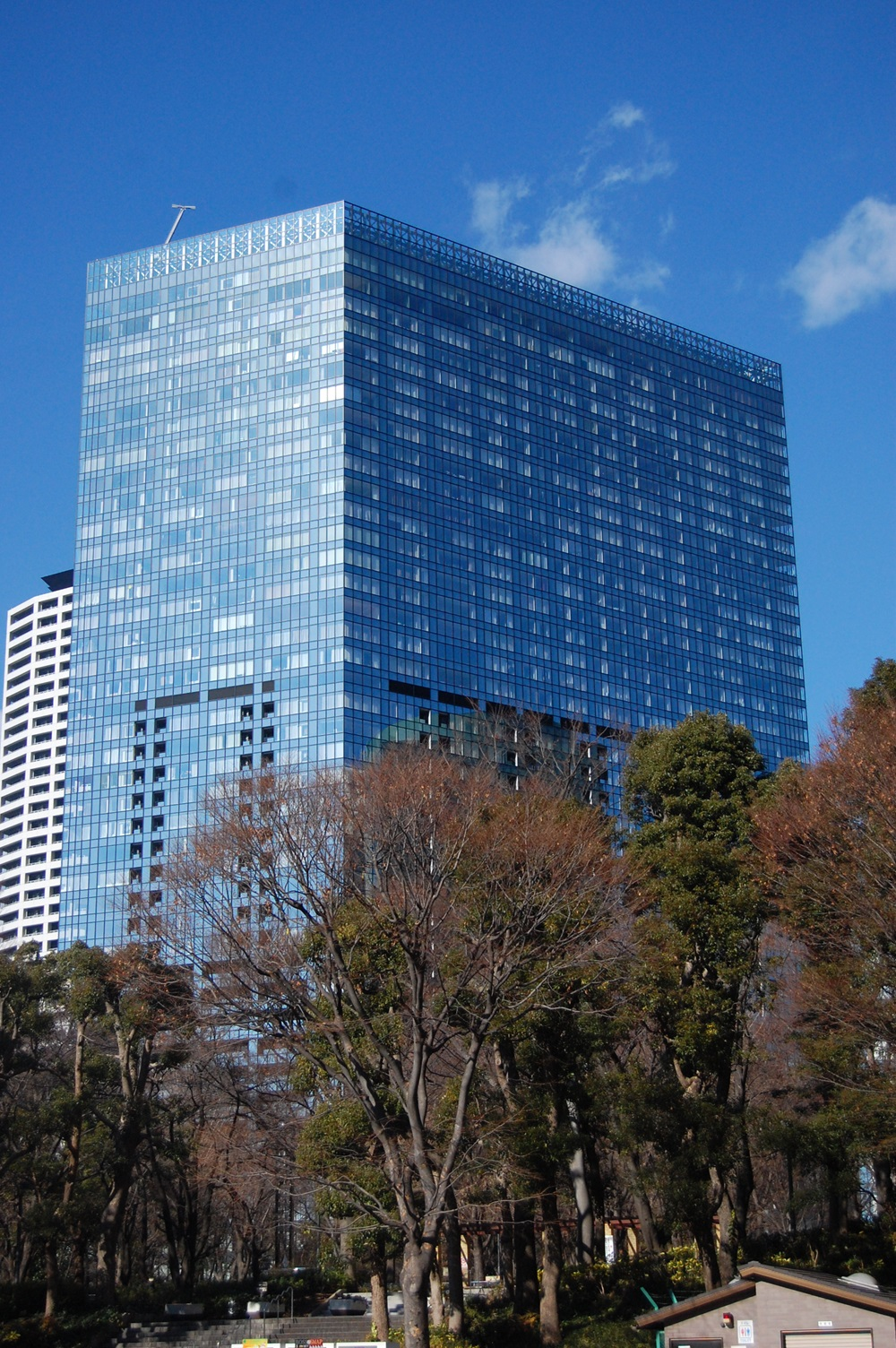
正面から見たセントラルパークタワー・ラ・トゥール新宿

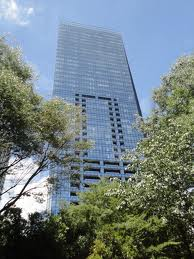
側面から見たセントラルパークタワー・ラ・トゥール新宿

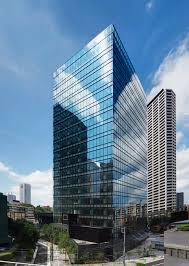
住友不動産新宿セントラルパークビル

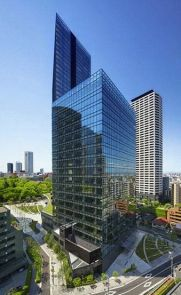
住友不動産新宿セントラルパークビル側から見た新宿セントラルパークシティ(奥がセントラルパークタワー・ラトゥール新宿)

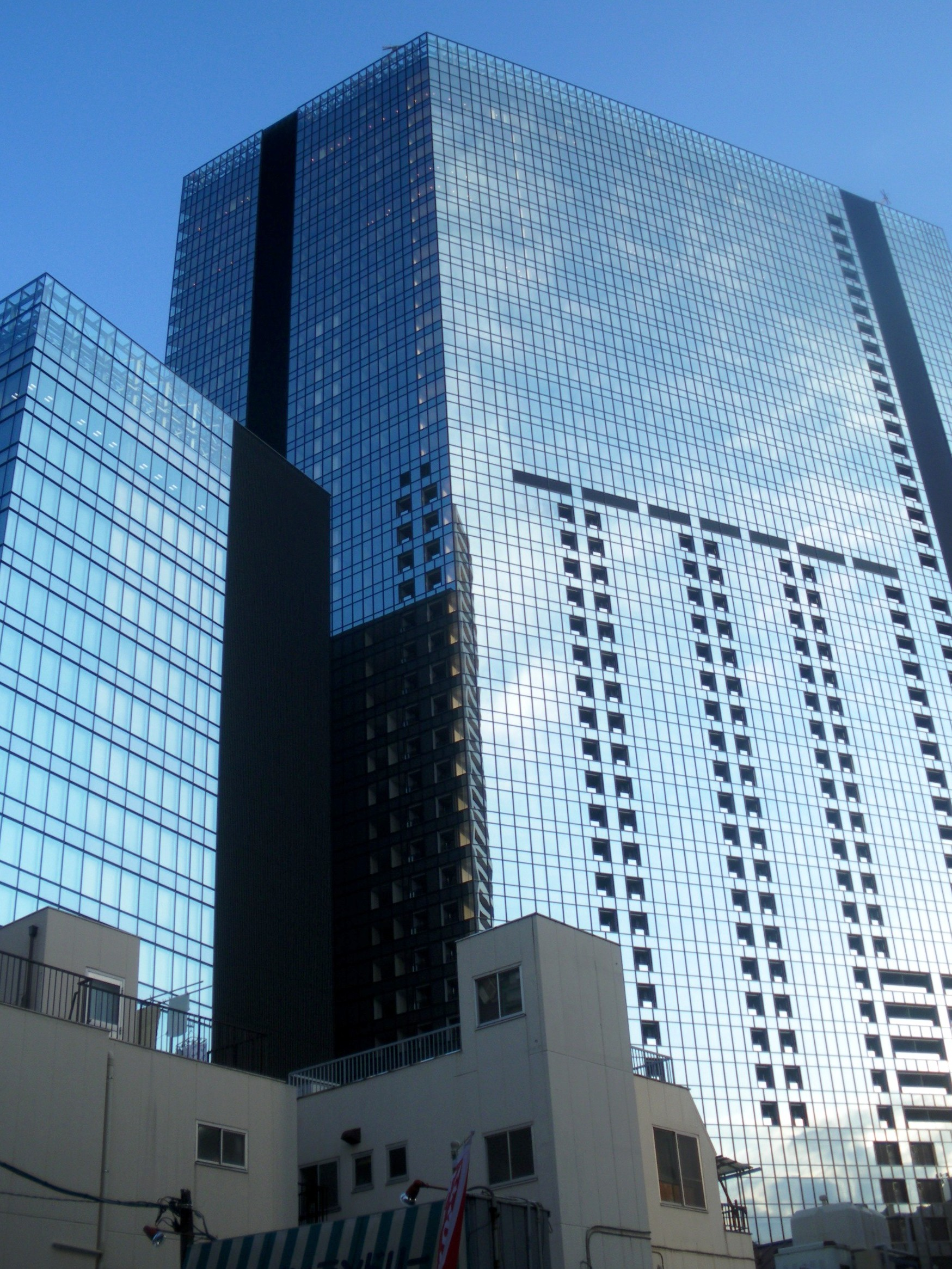
新宿セントラルパークシティのビル群（右がセントラルパークタワー・ラ・トゥール新宿。左が住友不動産新宿セントラルパークビル）

セントラルパークタワー・ラ・トゥール新宿は再開発事業によって新宿新都心（東京都新宿区西新宿）の新宿セントラルパークシティ内に作られた44階建て（事実上は45階建て）の超高層ビル（マンション&オフィス）である。尚、隣接するオフィスビルである住友不動産新宿セントラルパークビルとは2階エントランス部分で繋がっており、1つの複合施設(新宿セントラルパークシティ)となっている。
地上44階建て、高さ167メートルの賃貸タワーマンション兼オフィスビル、7階まではオフィスフロア、8 - 44階が住居フロア、総戸数は842戸（地権者用住宅などを含む）である。設計は日本設計、施工は鹿島建設と大成建設との共同事業体、賃貸住戸の貸主は住友不動産となっている。

## 主なテナント・スポットなど
1F
- スーパーマルエツプチ(24時間営業)
- クリーニング屋

2F
- フロント(24時間常駐)
- カフェスペース(住居者専用)

3F
- カラオケルーム、フィットネスルーム、フィットネススタジオ、会議室(コミュニティルーム)、キッズルーム、シミュレーションゴルフルーム

4〜7F
- オフィスフロアー(SOHO対応)

8〜44F
- 超高級マンション

32F
- パーティールーム

## M27階の存在
このビルには、27階が2つ存在しており、表記上は44階建てとなっているが、事実上は45階建てのビルとなる。M27階と通常の27階があり、M27階は膨大なフロアーへ空気を送り込む為、フロアー全体が外気と接触した空気ダクトになっている。M27階から取り込んだ空気を各フロアーに送り込んでいる。外から階数を数えると確かに45階建だという事が確認できる。M27階部分がガラス面が無く空洞になっているのが確認できる。ちなみにM27階へは、入れない。

## 無料サービス
住居者専用として2階のカフェスペースでは朝に無料でパン・コーヒーが飲めたり、新宿駅まで無料シャトルバスが運行している。
近隣ホテルとの提携サービスも行っている。

## アクセス方法
- 新宿駅より徒歩14分（西口）
- 都営地下鉄大江戸線・都庁前駅より徒歩5分
- 地下鉄丸ノ内線・西新宿駅より徒歩6分
- 西武新宿線・西武新宿駅より徒歩16分
- この他に新宿駅から無料シャトルバスが運行されている。

## ギャラリー

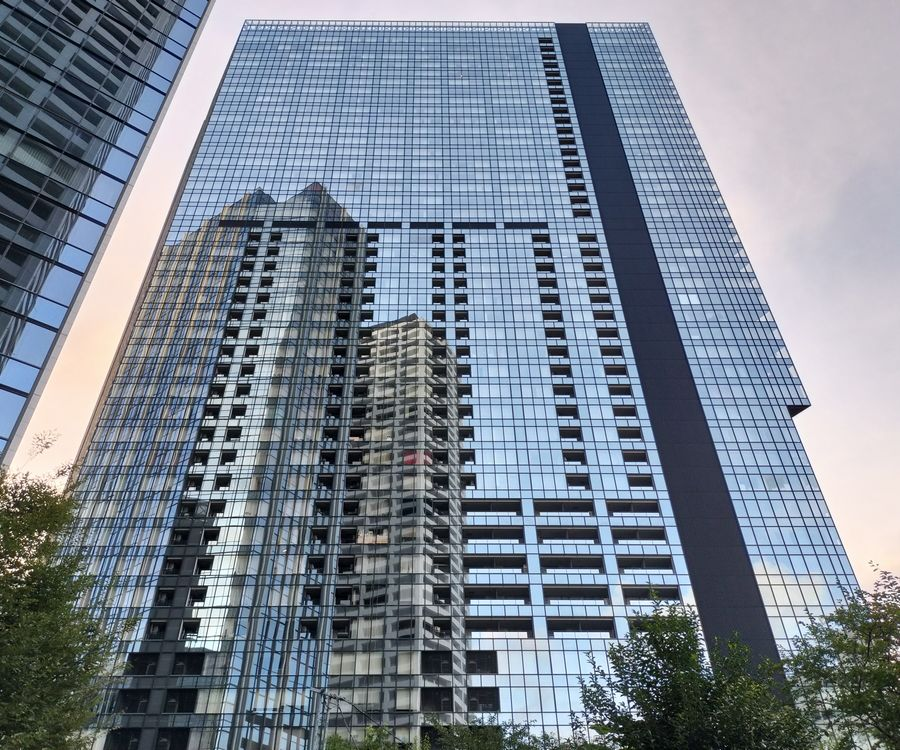
南側から見る。窓に反射しているのは「ラ・トゥール新宿アネックス」（左）と「コンシェリア西新宿タワーズウエスト」（中央）
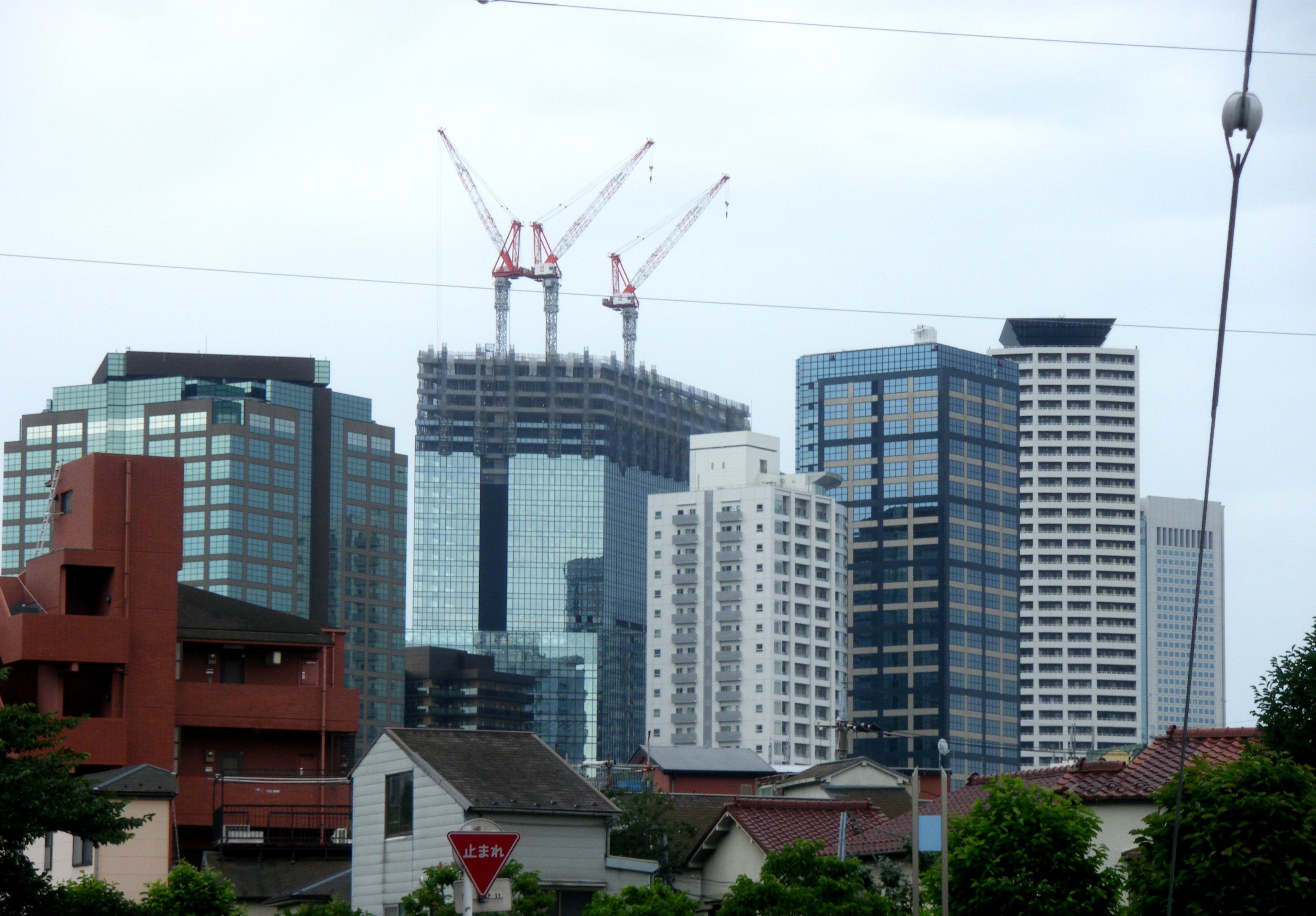
建設中の様子（2009年7月）
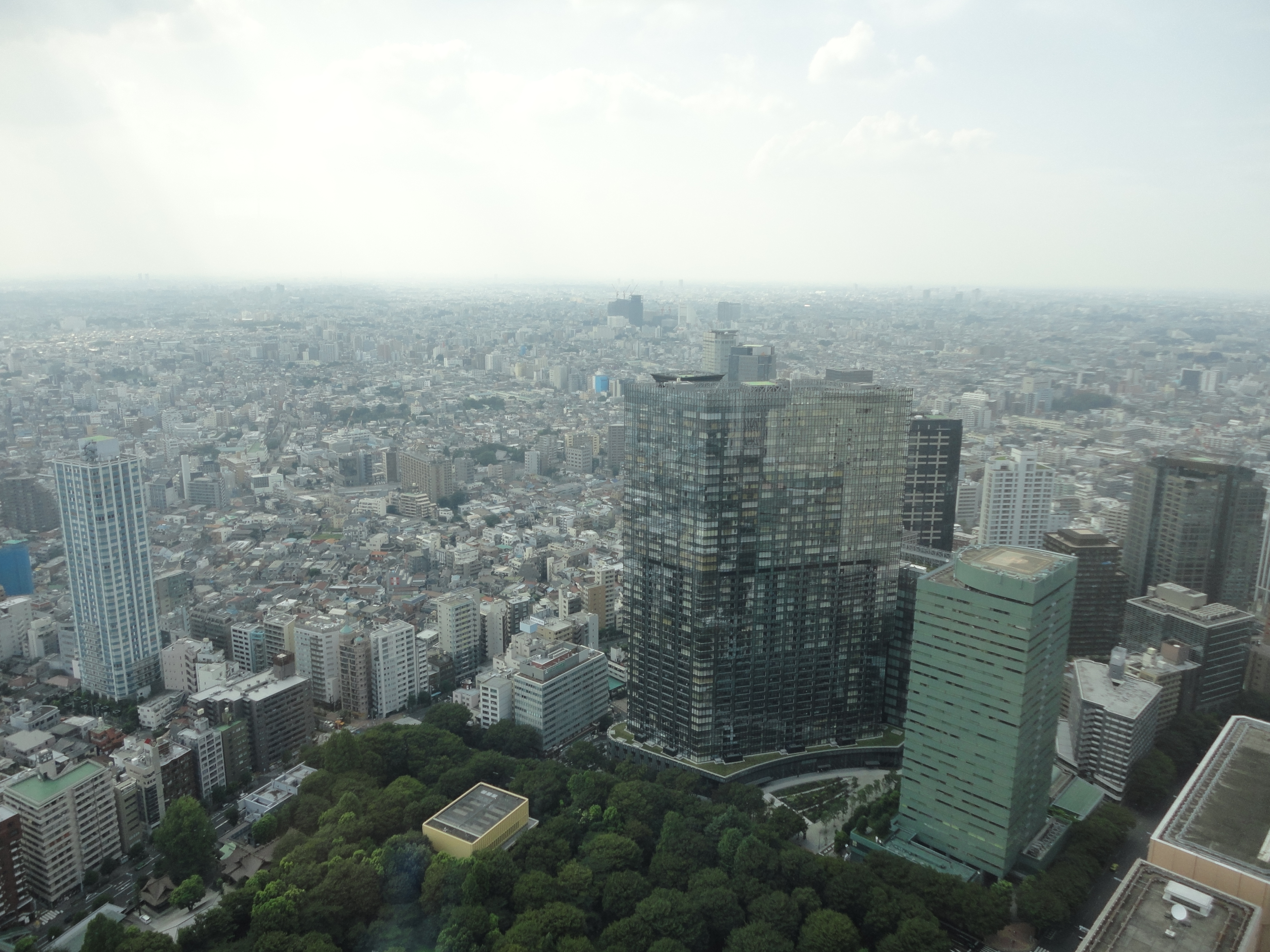
都庁展望室から（2011年8月）
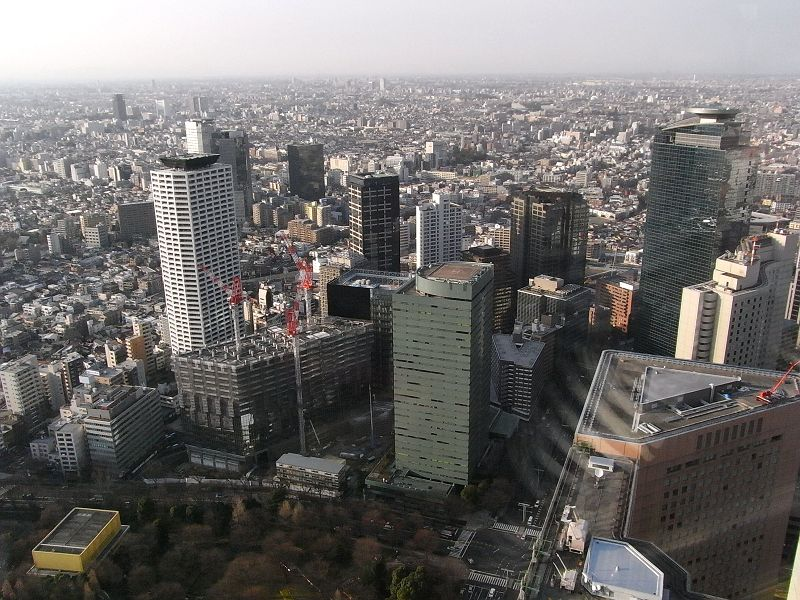
建設中（2009年2月）
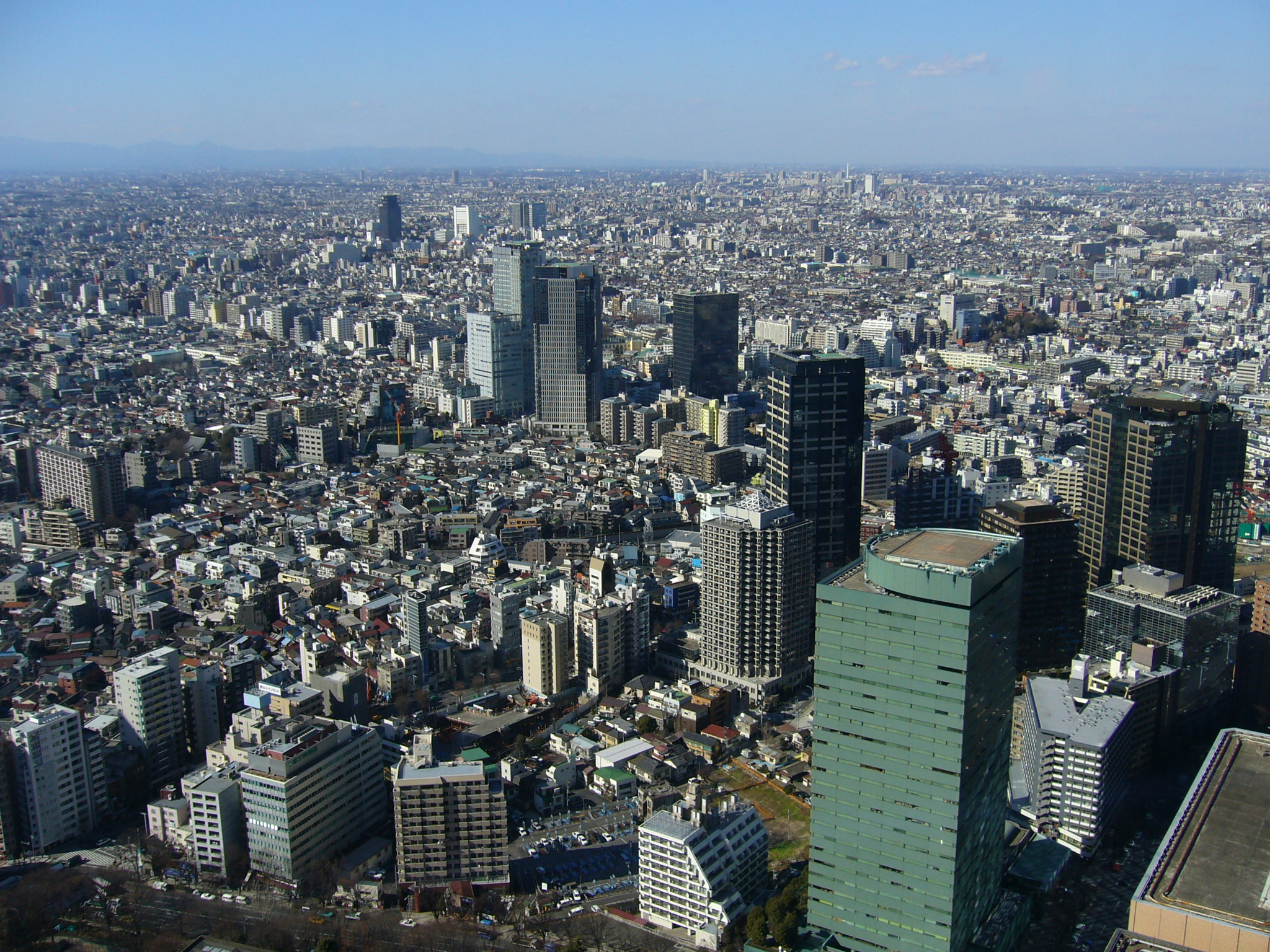
建設前（2006年2月）